# Panipuri
Panipuri (pānīpūrīⓘ) é uma esfera empanada frita recheada com batata, cebola ou grão-de-bico. É uma comida de rua comum no subcontinente indiano. Geralmente é temperado com chutney de tamarindo, pimenta em pó ou chaat masala. Uma variante, fuchka, usa purê de batata temperado como recheio.

## Nomes

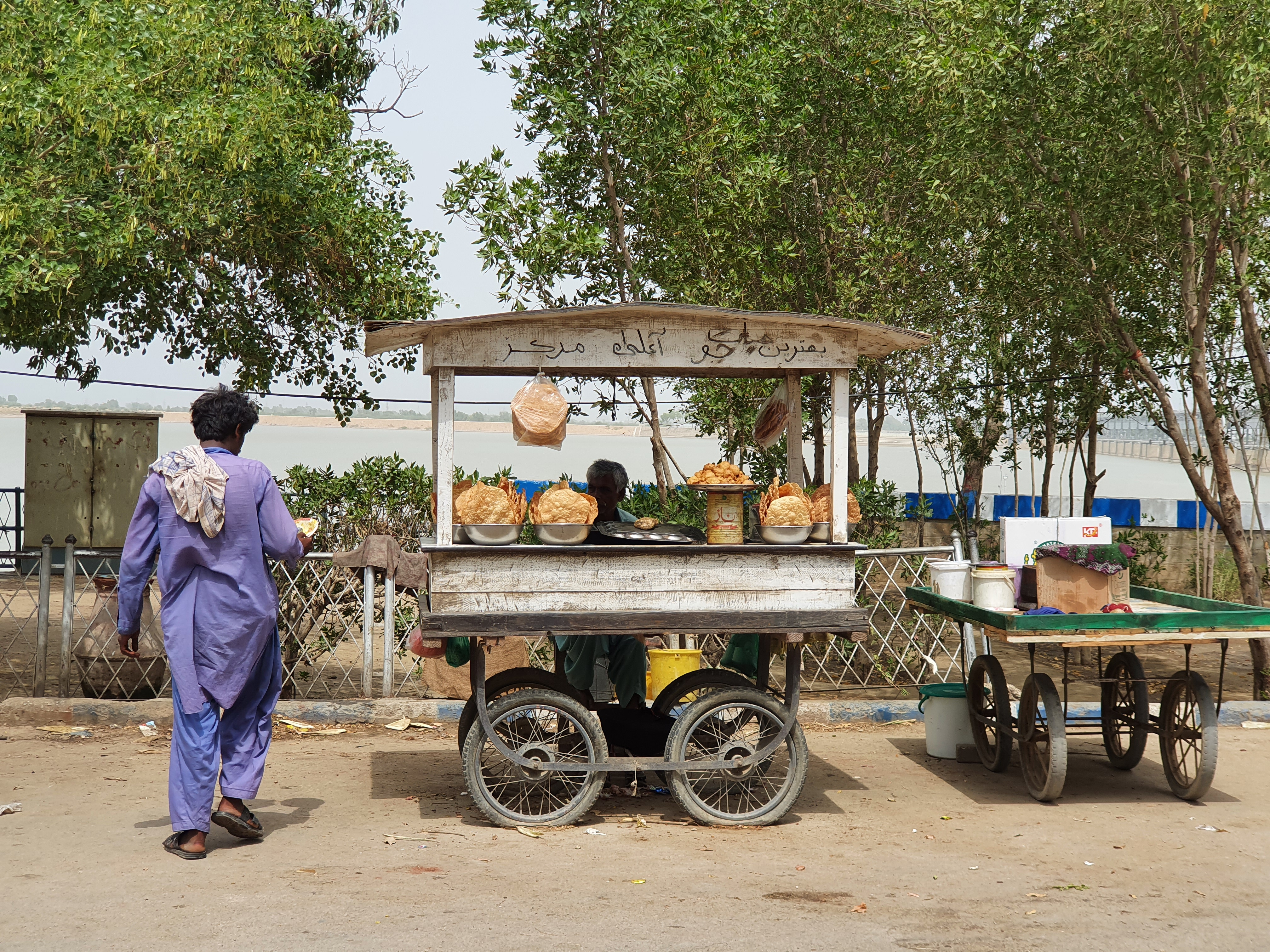
Um vendedor de panipuri em algum lugar do Paquistão.

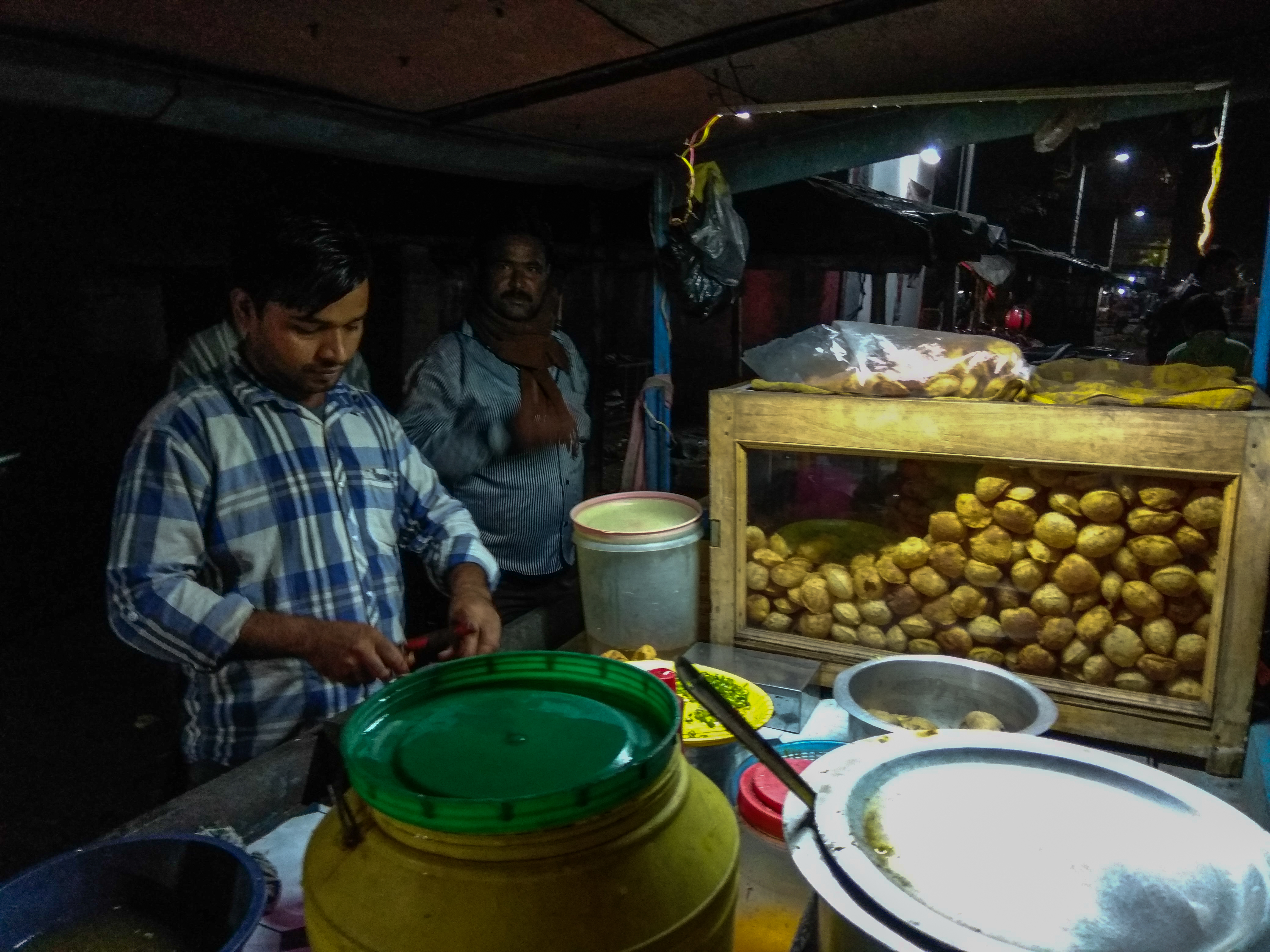
Vendedor de phuchka em Purulia, Índia.

O nome do Panipuri varia dependendo da região. Em Maharashtra, é conhecido como Pani Puri; em Haryana, é conhecido como paani patashi; em Madhya Pradesh, fulki; em Uttar Pradesh, pani ke batashe/padake; em Assam, phuska/puska; Pakodi em partes de Gujarat, Gup-chup em Odisha, Andhra Pradesh, sul de Jharkhand, Chhattisgarh; Phuchka em Bengala, Bihar e Nepal. É popular pelo nome de Gol Gappa (/goːl.gapːaː/) em algumas partes do norte da Índia (particularmente Delhi e Punjab) e no Paquistão.
Em 10 de março de 2005, "pani puri" foi adicionado ao Oxford English Dictionary.

## Efeitos na Saúde
O Panipuri é um alimento extremamente gorduroso e calórico, com uma média de 329 calorias por porção. Apenas seis porções de Panipuri já correspondem ao consumo diário de calorias recomendado para um adulto típico. O Panipuri possui uma alta concentração de gorduras saturadas e gorduras trans, consideradas a "pior forma de gordura", que podem causar doenças cardíacas, derrames e diabetes tipo 2.
A fritura aumenta a concentração de gorduras trans e óleos rançosos, que liberam radicais livres que contribuem para o câncer e o envelhecimento. De acordo com a Autoridade de Segurança Alimentar e Padrões da Índia (FSSAI), o reaquecimento do óleo de cozinha libera toxinas prejudiciais.

## História
Chaat é considerado o predecessor do pani puri/gol gappa. De acordo com o antropólogo culinário Kurush Dalal, chaat originou-se na região do norte da Índia, que hoje é Uttar Pradesh. Gol gappa originou-se no subcontinente indiano. Ele também observou que possivelmente se originou do Raj-Kachori: um puri acidentalmente feito menor que deu origem ao pani puri. Pani puri se espalhou pelo resto da Índia principalmente devido à migração de pessoas de uma parte do país para outra no século XX.
A origem do Panipuri remonta a tempos antigos. Muitos historiadores acreditam que o panipuri tem suas raízes na era Mughal, enquanto outros argumentam que foi feito nos templos hindus, onde era usado como uma oferta aos deuses. Independentemente de suas origens, o prato se tornou popular nas regiões do Norte da Índia durante o início do século XX (relatos afirmam que existia antes de 600 a.C.), e se espalhou rapidamente para outras partes do país. Argumenta-se que ele teve origem no Reino Indiano de Magadha. Essa localização do Reino é agora conhecida como sul de Bihar.

## História mitológica
Panipuri também tem um aspecto mitológico. A lenda pode ser rastreada até o Mahabharata. Na lenda, quando a recém-casada Draupadi chegou em casa, sua sogra Kunti deu a ela uma tarefa. Como estavam vivendo no exílio, tinham que se contentar todos os dias com recursos muito escassos. Para testar se sua nova nora era adequada para a família, ela queria ver se ela seria capaz de se adaptar e viver em harmonia com a família com recursos limitados. Seu desafio era fazer comida que saciasse a fome de todos os seus filhos. Então, Kunti deu a Draupadi algumas sobras de legumes e massa suficiente para fazer um puri. Foi quando Draupadi criou uma das primeiras versões de panipuri, o golgappa. Kunti ficou tão feliz com o prato que o abençoou com imortalidade.

## Evolução ao longo do tempo

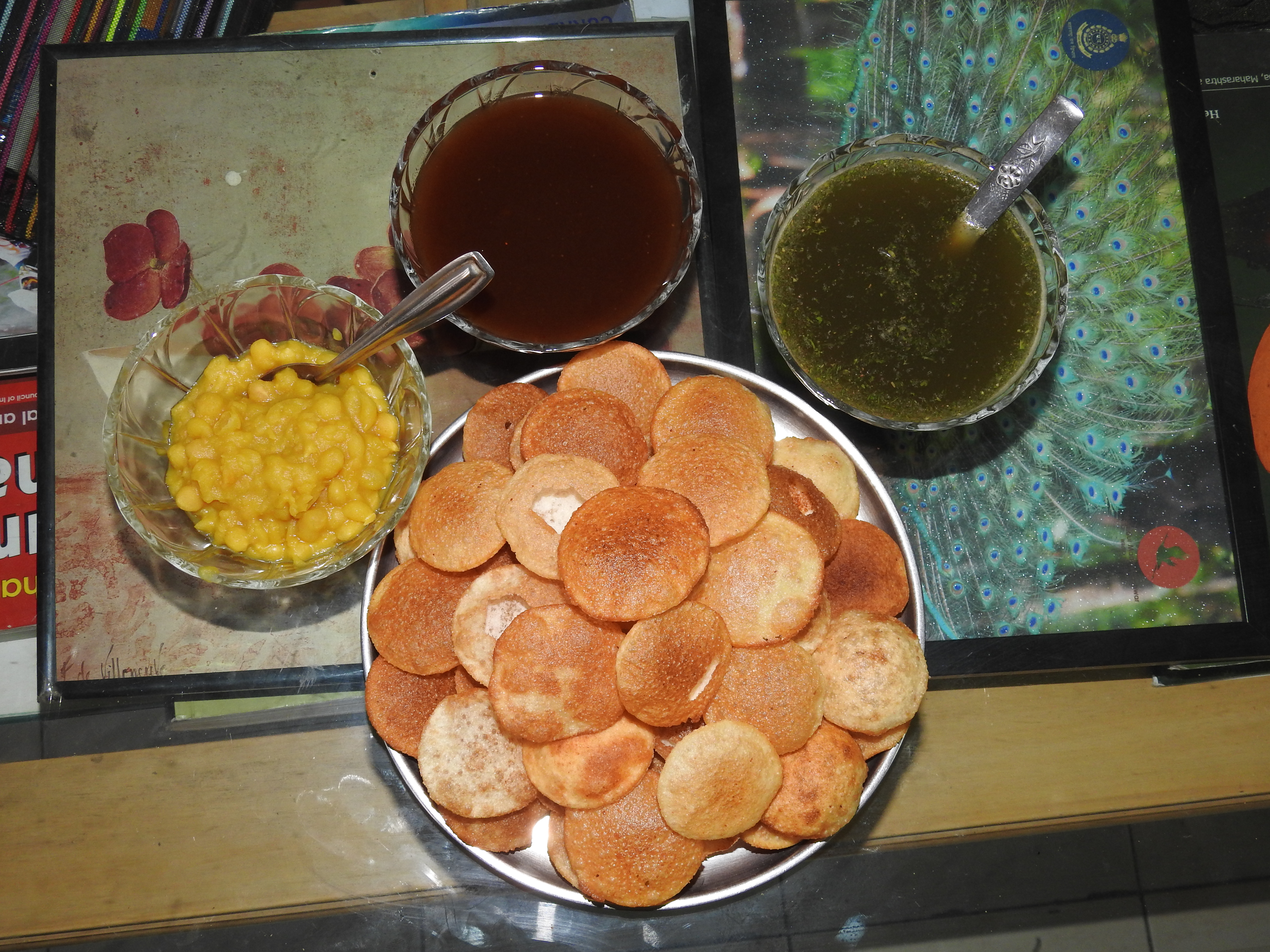
Panipuri com seus ingredientes

O Panipuri evoluiu significativamente ao longo do tempo. Originalmente conhecido como "gol gappa", o prato consistia em uma pequena casca de trigo frita e oca, recheada com purê de batata temperado e servida com água aromatizada de tamarindo ou hortelã. Com o tempo, surgiram variações no recheio e na água aromatizada, refletindo as preferências regionais e a disponibilidade de ingredientes. A água aromatizada, também conhecida como "pani", é um componente essencial do prato e muitas vezes é a principal fonte de sabor. Alguns dos sabores mais populares do panipuri incluem o tradicional tamarindo e água de hortelã, bem como variações picantes como água de jalapeño ou pimenta verde e sabores tangy como água de limão ou tomate. Algumas variações regionais também usam sabores doces como sucos de frutas ou tâmaras. O Panipuri é servido com uma variedade de recheios, como grão-de-bico, cebola e brotos, e a água aromatizada pode ser feita com uma variedade de ingredientes, como suco de limão, pimenta jalapeño e sucos de frutas. O prato também se tornou mais acessível, com casquinhas de panipuri pré-embaladas e água aromatizada pronta para uso disponíveis em supermercados. O Panipuri também é conhecido por ser um subproduto de um prato mais antigo chamado phulki.

## Galeria

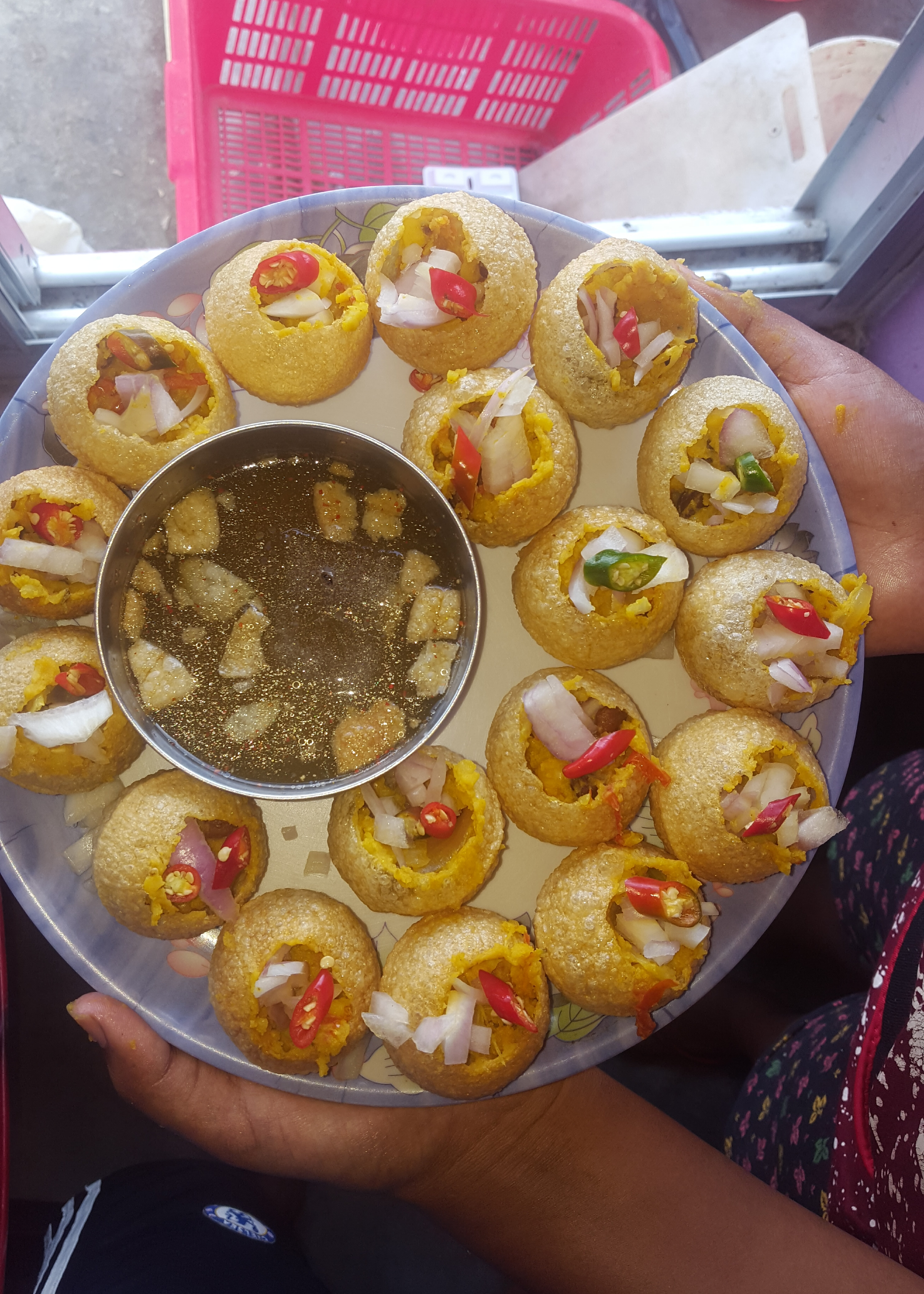
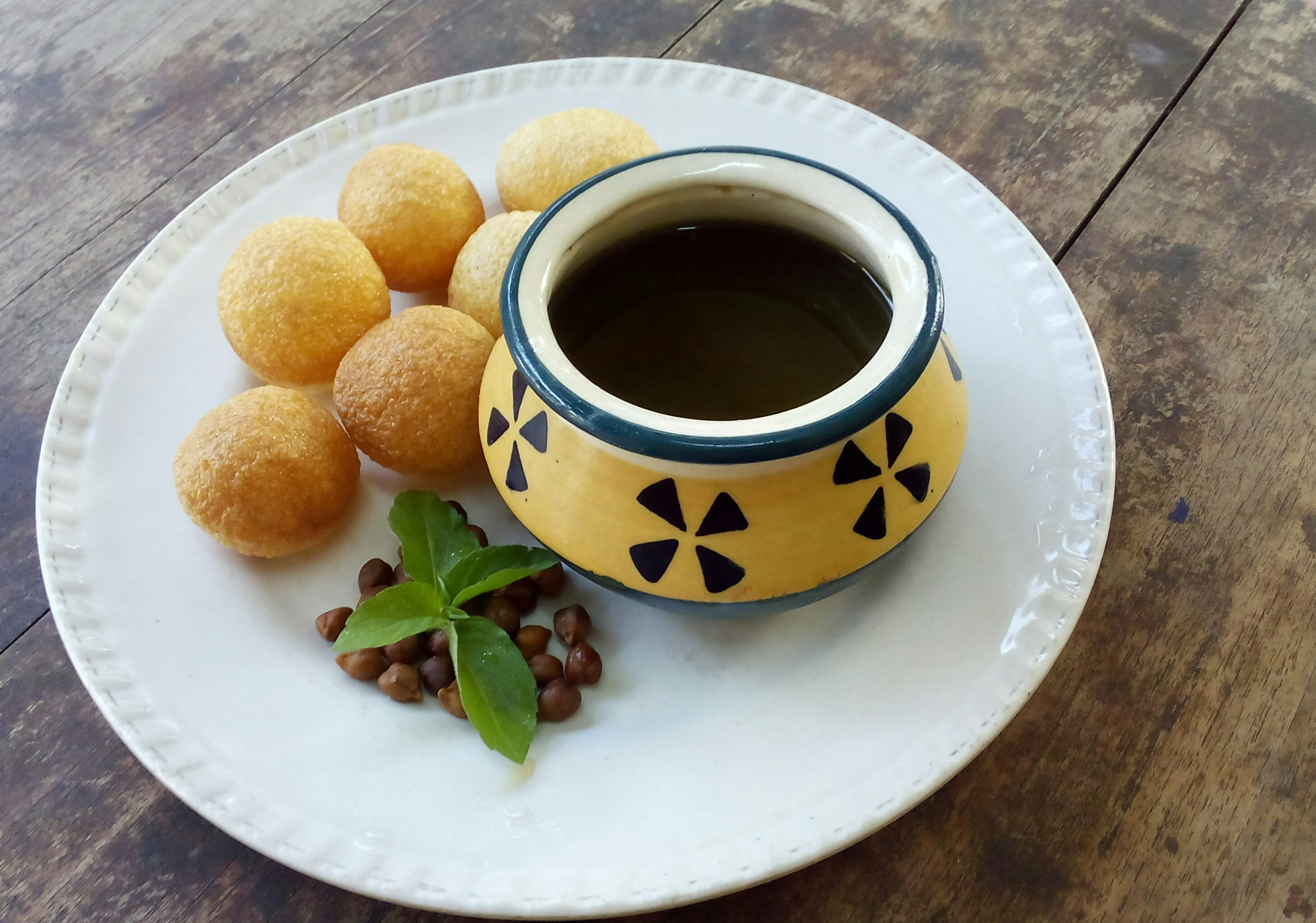
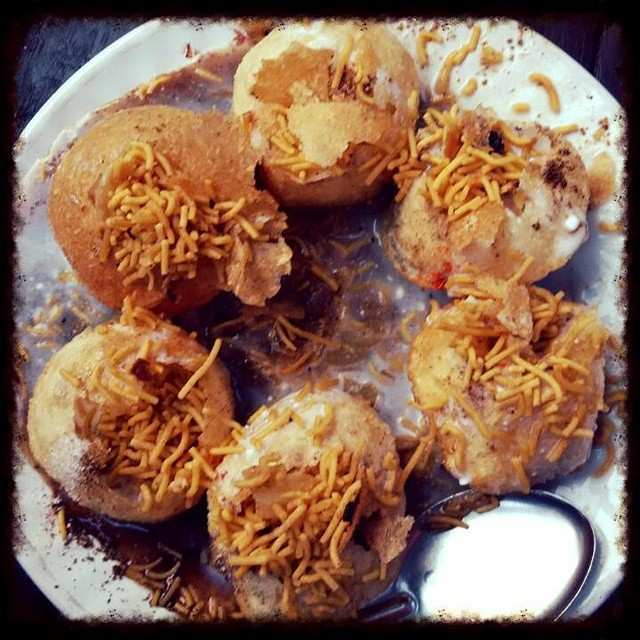
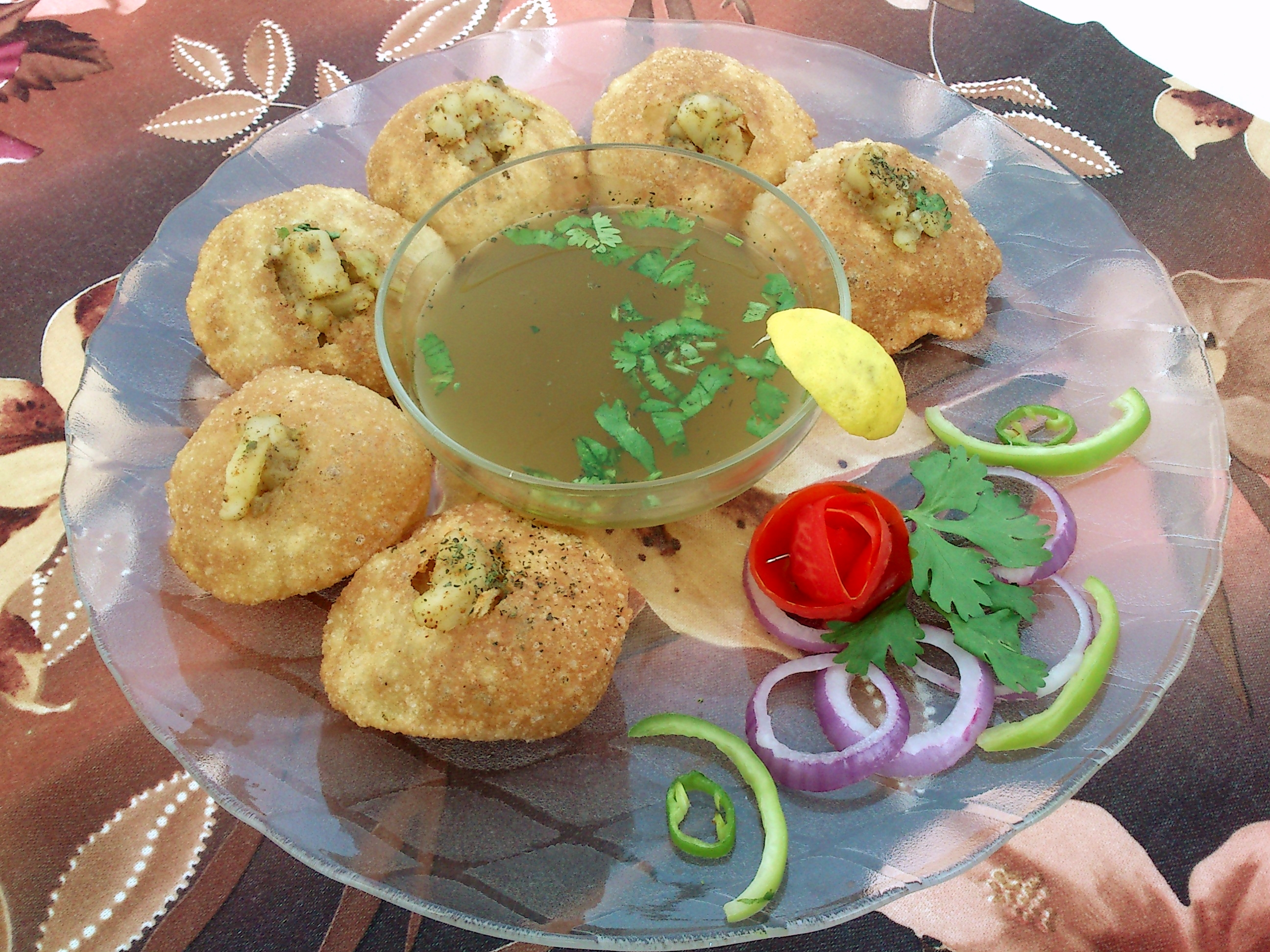
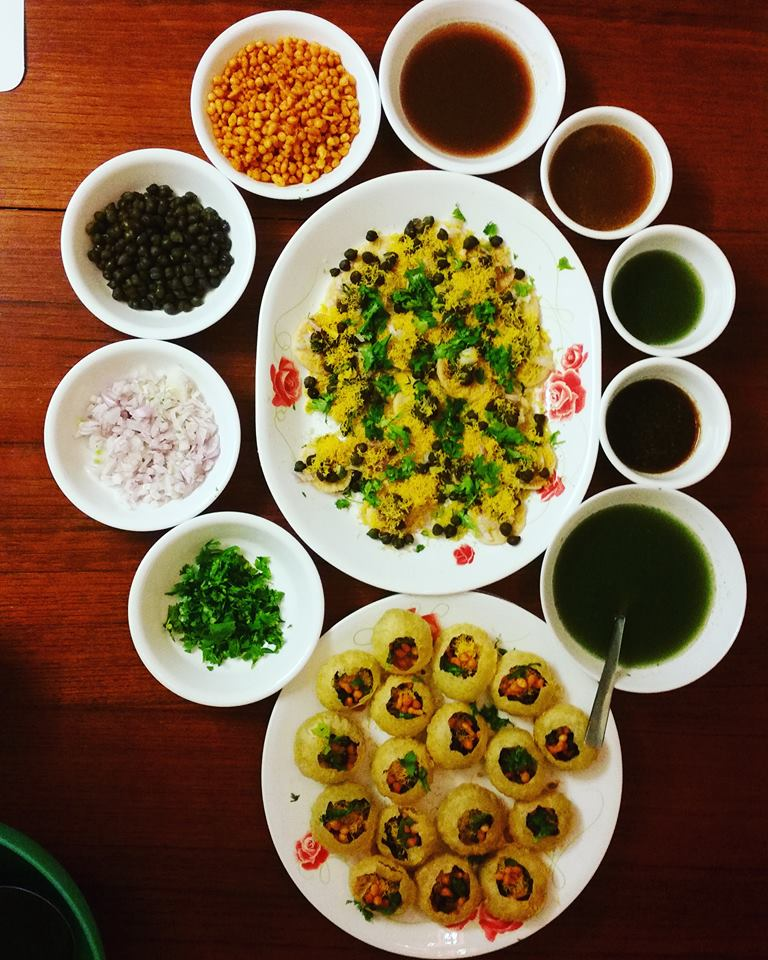
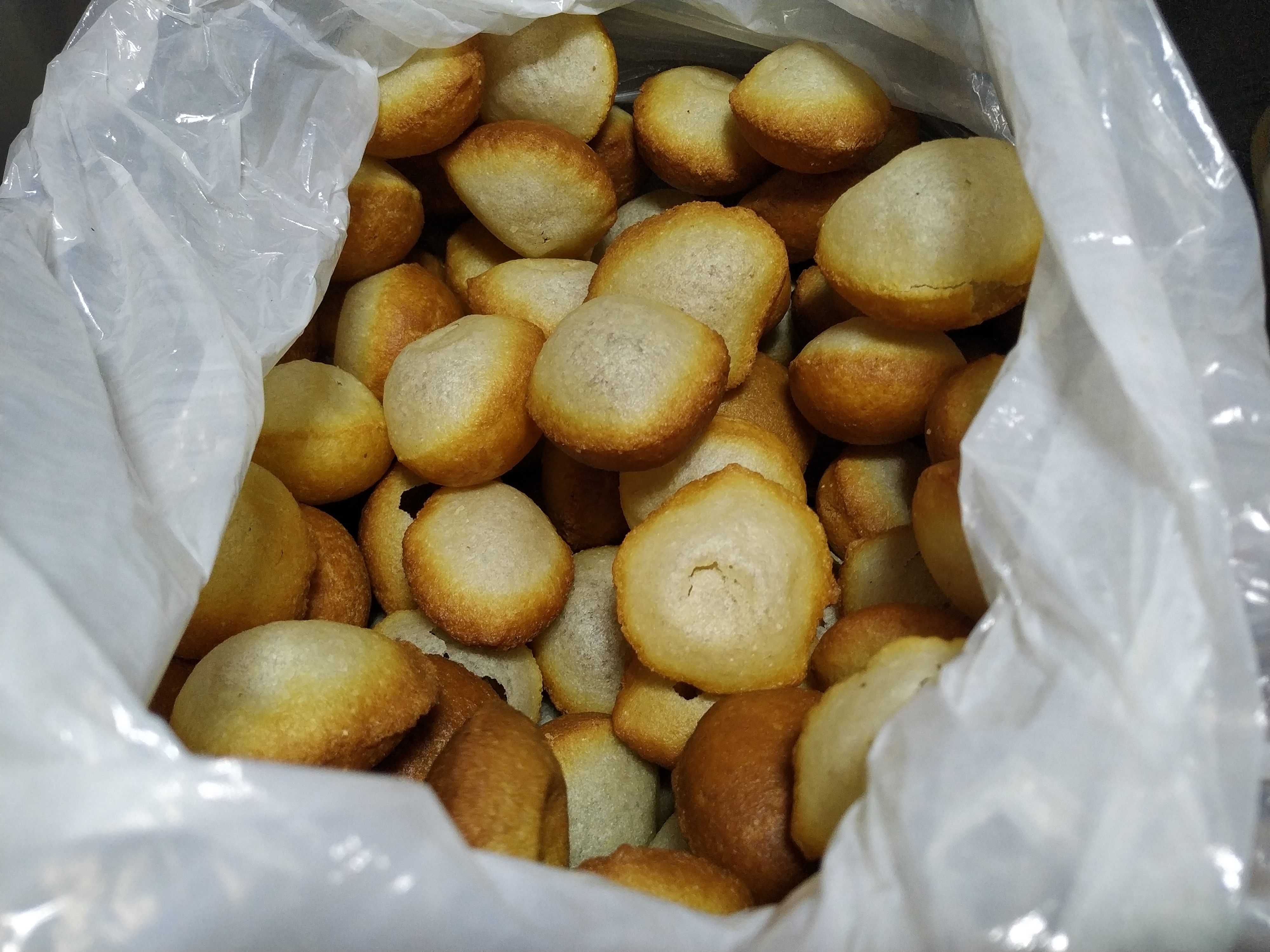
Puri de Sooji usada no panipuri.
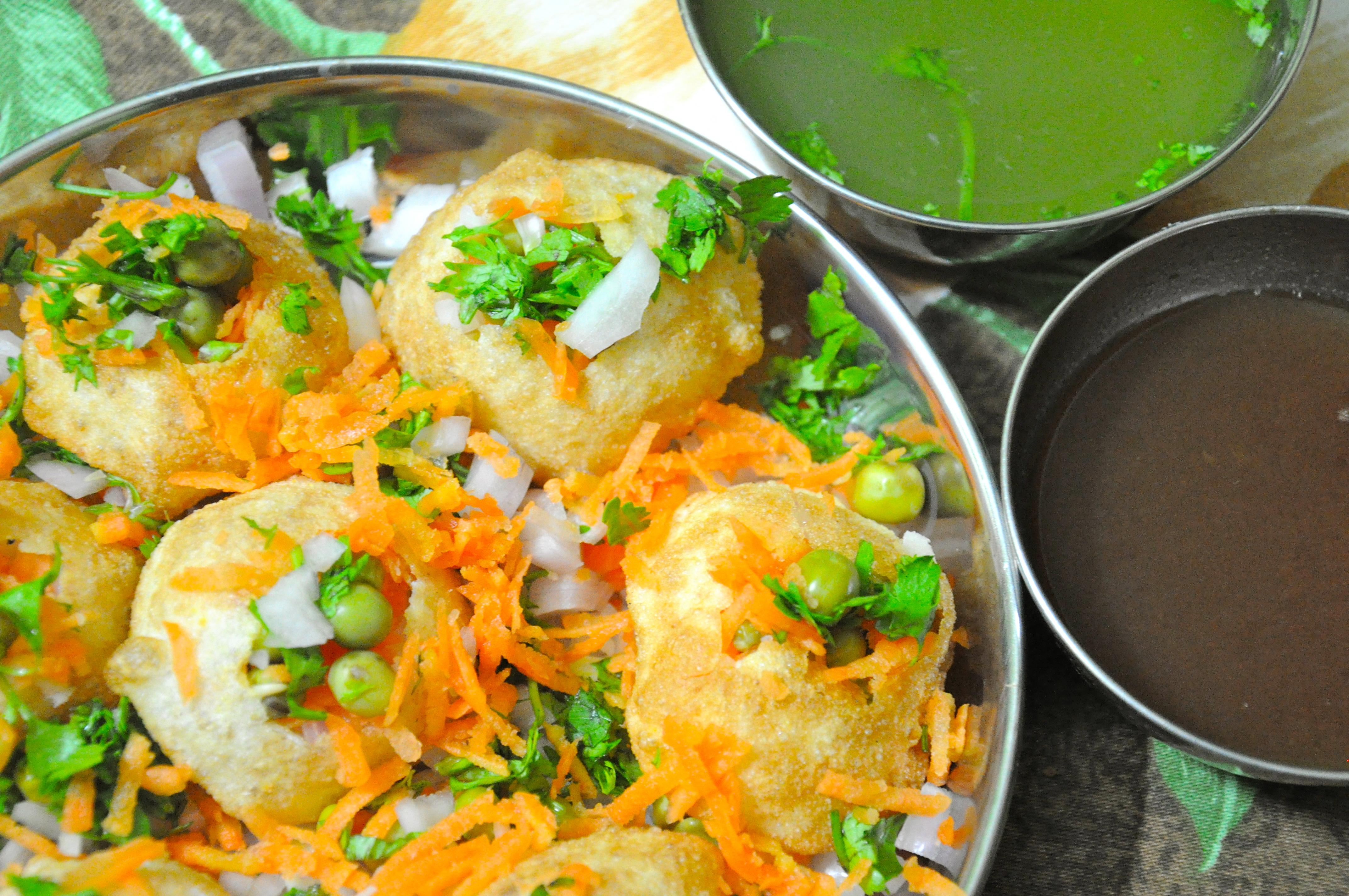
Panipuri caseiro